# Consiglio dei Cento
Der Rat der Hundert (italienisch Consiglio dei Cento) der Stadt Florenz, der bei seiner Gründung allerdings aus 104 Mitgliedern bestand, bestimmte in der Art eines Stadtrates die Politik der Stadt.
Um 1296 war der berühmte  italienische Dichter Dante Alighieri Mitglied dieses Rates.
Eine erste Reglementierung des Seerechtes in Europa entstand im Rat der Hundert in Barcelona. Auch mussten z. B. Generäle nach Ende ihrer Feldzüge vor dem Rat der Hundert Rechenschaft ablegen.
Die Sitzungen des Rats wurden im heute ältesten öffentlichen Gebäude von Florenz abgehalten, dem Bargello.